# آغاونی (نویسنده)
آغاونی (ارمنی: Աղավնի؛ انگلیسی: Ałavni زادهٔ ۱۵ ژوئیهٔ ۱۹۱۱ - درگذشته ۲ فوریهٔ ۱۹۹۲)،  مترجم، شاعر، نثرنویس، ادبیات کودک اهل ارمنستان بود. 

## زندگی‌نامه
آغاونی آرشاکی گریگوریان (ارمنی: Աղավնի Արշակի Գրիգորյան) در ۱۵ ژوئیهٔ ۱۹۱۱ در روستای Taylar در استان قارص به دنیا آمد؛ و در لنیناکان تحصیل نمود. وی به عنوان ویراستار و روزنامه‌نگار در ماهنامه‌های ارمنستان شوروی، رادیو ارمنستان و سایر سازمان‌ها به فعالیت پرداخت. وی عضو اتحادیه نویسندگان ارمنستان بود. وی در ۲ فوریهٔ ۱۹۹۲ در سن ۸۰ سالگی در ایروان درگذشت.

## آثار
وی آثاری در نظم و نثر به رشته تحریر درآورده است. 